# Eroi per un amico
Eroi per un amico (Let's Get Harry) è un film del 1986 diretto da Stuart Rosenberg.